# Liste der Sieger bei PDC-Turnieren 2023
Die Liste der Sieger bei PDC-Turnieren 2023 listet zuerst alle Sieger bei den Major-Turnieren der Professional Darts Corporation auf. Im Weiteren werden die weiteren Turniersieger aufgelistet und Statistiken aufgezeigt.
←2022 2024→

## Turniersieger

### Major-Turniere
| Turnier                     | Sieger                       | Finalist                     | Ergebnis | Format |
| --------------------------- | ---------------------------- | ---------------------------- | -------- | ------ |
| Weltmeisterschaft           | Michael Smith                | Michael van Gerwen           | 7:4      | Sätze  |
| The Masters                 | Chris Dobey                  | Rob Cross                    | 11:7     | Legs   |
| UK Open                     | Andrew Gilding               | Michael van Gerwen           | 11:10    | Legs   |
| Premier League              | Michael van Gerwen           | Gerwyn Price                 | 11:5     | Legs   |
| World Cup                   | Gerwyn Price & Jonny Clayton | Peter Wright & Gary Anderson | 10:2     | Legs   |
| World Matchplay             | Nathan Aspinall              | Jonny Clayton                | 18:6     | Legs   |
| World Series Finals         | Michael van Gerwen           | Nathan Aspinall              | 11:4     | Legs   |
| World Grand Prix            | Luke Humphries               | Gerwyn Price                 | 5:2      | Sätze  |
| European Championship       | Peter Wright                 | James Wade                   | 11:6     | Legs   |
| Grand Slam                  | Luke Humphries               | Rob Cross                    | 16:8     | Legs   |
| Players Championship Finals | Luke Humphries               | Michael van Gerwen           | 11:9     | Legs   |

### World Series
Alle Ergebnisse wurden im Legmodus ausgespielt.
| Turnier                 | Sieger             | Finalist              | Ergebnis |
| ----------------------- | ------------------ | --------------------- | -------- |
| Bahrain Masters         | Michael Smith      | Gerwyn Price          | 8:6      |
| Nordic Masters          | Peter Wright       | Gerwyn Price          | 11:5     |
| US Masters              | Michael van Gerwen | Jeff Smith            | 8:0      |
| Poland Masters          | Michael van Gerwen | Dimitri Van den Bergh | 8:3      |
| New Zealand Masters     | Rob Cross          | Nathan Aspinall       | 8:7      |
| New South Wales Masters | Rob Cross          | Damon Heta            | 8:1      |

### European Tour
Alle Ergebnisse wurden im Legmodus ausgespielt.
| Turnier             | Sieger             | Finalist             | Ergebnis |
| ------------------- | ------------------ | -------------------- | -------- |
| Baltic Sea Open     | Dave Chisnall      | Luke Humphries       | 8:5      |
| European Open       | Gerwyn Price       | Dirk van Duijvenbode | 8:7      |
| International Open  | Gerwyn Price       | Michael van Gerwen   | 8:4      |
| German Grand Prix   | Michael Smith      | Nathan Aspinall      | 8:5      |
| Austrian Open       | Jonny Clayton      | Josh Rock            | 8:6      |
| Dutch Championship  | Dave Chisnall      | Luke Humphries       | 8:5      |
| Belgian Open        | Michael van Gerwen | Luke Humphries       | 8:6      |
| Czech Open          | Peter Wright       | Dave Chisnall        | 8:6      |
| European Grand Prix | Rob Cross          | Luke Humphries       | 8:6      |
| European Matchplay  | Luke Humphries     | Dirk van Duijvenbode | 8:7      |
| German Open         | Krzysztof Ratajski | Stephen Bunting      | 8:3      |
| Hungarian Trophy    | Dave Chisnall      | Luke Humphries       | 8:7      |
| German Championship | Ricardo Pietreczko | Peter Wright         | 8:4      |

### Players Championships
Alle Ergebnisse wurden im Legmodus ausgespielt.
| Turnier                 | Sieger               | Finalist           | Ergebnis |
| ----------------------- | -------------------- | ------------------ | -------- |
| Players Championship 1  | Ryan Searle          | Jamie Hughes       | 8:4      |
| Players Championship 2  | Danny Noppert        | Simon Whitlock     | 8:3      |
| Players Championship 3  | Kim Huybrechts       | Gabriel Clemens    | 8:1      |
| Players Championship 4  | Dirk van Duijvenbode | Ryan Searle        | 8:2      |
| Players Championship 5  | Ross Smith           | Gary Anderson      | 8:6      |
| Players Championship 6  | Dirk van Duijvenbode | Ryan Searle        | 8:4      |
| Players Championship 7  | Michael van Gerwen   | Josh Rock          | 8:4      |
| Players Championship 8  | Gary Anderson        | Krzysztof Ratajski | 8:5      |
| Players Championship 9  | Krzysztof Ratajski   | Chris Landman      | 8:1      |
| Players Championship 10 | Dirk van Duijvenbode | José de Sousa      | 8:3      |
| Players Championship 11 | Rob Cross            | Mike De Decker     | 8:3      |
| Players Championship 12 | Jonny Clayton        | Josh Rock          | 8:5      |
| Players Championship 13 | Michael Smith        | Gary Anderson      | 8:7      |
| Players Championship 14 | Damon Heta           | Luke Woodhouse     | 8:2      |
| Players Championship 15 | Luke Humphries       | Dave Chisnall      | 8:7      |
| Players Championship 16 | Damon Heta           | Ryan Joyce         | 8:4      |
| Players Championship 17 | Gerwyn Price         | Josh Rock          | 8:5      |
| Players Championship 18 | Gerwyn Price         | Gian van Veen      | 8:1      |
| Players Championship 19 | Callan Rydz          | Dave Chisnall      | 8:7      |
| Players Championship 20 | Luke Humphries       | Kevin Doets        | 8:6      |
| Players Championship 21 | Gerwyn Price         | Daniel Klose       | 8:6      |
| Players Championship 22 | Danny Noppert        | Christian Kist     | 8:7      |
| Players Championship 23 | Dave Chisnall        | Luke Humphries     | 8:3      |
| Players Championship 24 | Gary Anderson        | Ryan Joyce         | 8:4      |
| Players Championship 25 | Gary Anderson        | Josh Rock          | 8:4      |
| Players Championship 26 | Ryan Joyce           | Gerwyn Price       | 8:7      |
| Players Championship 27 | Radek Szagański      | Connor Scutt       | 8:5      |
| Players Championship 28 | Ross Smith           | Damon Heta         | 8:6      |
| Players Championship 29 | Gerwyn Price         | Dave Chisnall      | 8:3      |
| Players Championship 30 | Dave Chisnall        | Jim Williams       | 8:4      |

### Challenge Tour
An der Challenge Tour dürfen alle Spieler teilnehmen, die an der PDC Qualifying School teilgenommen haben, aber keine Tour Card gewinnen konnten.
Alle Ergebnisse wurden im Legmodus ausgespielt.
| Turnier           | Sieger           | Finalist        | Ergebnis |
| ----------------- | ---------------- | --------------- | -------- |
| Challenge Tour 1  | Chris Landman    | Lukas Wenig     | 5:2      |
| Challenge Tour 2  | Christian Kist   | Scott Mitchell  | 5:2      |
| Challenge Tour 3  | Andy Boulton     | Martijn Dragt   | 5:3      |
| Challenge Tour 4  | Cam Crabtree     | Owen Bates      | 5:4      |
| Challenge Tour 5  | Thibault Tricole | Owen Bates      | 5:2      |
| Challenge Tour 6  | Berry van Peer   | Peter Jacques   | 5:2      |
| Challenge Tour 7  | John Henderson   | Ron Meulenkamp  | 5:3      |
| Challenge Tour 8  | Ron Meulenkamp   | Alexander Merkx | 5:0      |
| Challenge Tour 9  | Dragutin Horvat  | Christian Kist  | 5:0      |
| Challenge Tour 10 | Berry van Peer   | Dragutin Horvat | 5:2      |
| Challenge Tour 11 | Wayne Jones      | Daniel Ayres    | 5:2      |
| Challenge Tour 12 | Berry van Peer   | Harry Ward      | 5:3      |
| Challenge Tour 13 | Berry van Peer   | Scott Mitchell  | 5:3      |
| Challenge Tour 14 | Conan Whitehead  | William Borland | 5:2      |
| Challenge Tour 15 | Wesley Plaisier  | Scott Mitchell  | 5:2      |
| Challenge Tour 16 | Darryl Pilgrim   | Andy Boulton    | 5:1      |
| Challenge Tour 17 | Robert Grundy    | Christian Kist  | 5:2      |
| Challenge Tour 18 | Cam Crabtree     | Stefan Bellmont | 5:2      |
| Challenge Tour 19 | Owen Bates       | Wesley Plaisier | 5:4      |
| Challenge Tour 20 | John Henderson   | Lukas Wenig     | 5:3      |
| Challenge Tour 21 | Dom Taylor       | Cam Crabtree    | 5:2      |
| Challenge Tour 22 | Vítězslav Sedlák | John Henderson  | 5:2      |
| Challenge Tour 23 | Andy Boulton     | Owen Bates      | 5:4      |
| Challenge Tour 24 | James Hurrell    | Owen Bates      | 5:2      |

### Development Tour
Auf der Development Tour dürfen Spieler zwischen 16 und 23 Jahren teilnehmen.
Alle Ergebnisse wurden im Legmodus ausgespielt.
| Turnier             | Sieger               | Finalist             | Ergebnis |
| ------------------- | -------------------- | -------------------- | -------- |
| Development Tour 1  | Christopher Toonders | Marvin Kraft         | 5:4      |
| Development Tour 2  | Dylan Slevin         | Luke Littler         | 5:4      |
| Development Tour 3  | Luke Littler         | Jurjen van der Velde | 5:1      |
| Development Tour 4  | Gian van Veen        | Adam Paxton          | 5:2      |
| Development Tour 5  | Luke Littler         | Kevin Troppmann      | 5:3      |
| Development Tour 6  | Wessel Nijman        | Nathan Girvan        | 5:3      |
| Development Tour 7  | Sebastian Białecki   | Leighton Bennett     | 5:4      |
| Development Tour 8  | Gian van Veen        | Thomas Banks         | 5:2      |
| Development Tour 9  | Ciaran Teehan        | Jurjen van der Velde | 5:4      |
| Development Tour 10 | Gian van Veen        | Bradly Roes          | 5:1      |
| Development Tour 11 | Bradley Brooks       | Owen Roelofs         | 5:3      |
| Development Tour 12 | Wessel Nijman        | Dylan Slevin         | 5:1      |
| Development Tour 13 | Gian van Veen        | Wessel Nijman        | 5:4      |
| Development Tour 14 | Jarred Cole          | Rusty-Jake Rodriguez | 5:1      |
| Development Tour 15 | Adam Gawlas          | Dylan Slevin         | 5:4      |
| Development Tour 16 | Luke Littler         | Bradly Roes          | 5:2      |
| Development Tour 17 | Gian van Veen        | Reece Colley         | 5:0      |
| Development Tour 18 | Nathan Rafferty      | Cam Crabtree         | 5:3      |
| Development Tour 19 | Wessel Nijman        | Gian van Veen        | 5:3      |
| Development Tour 20 | Luke Littler         | Gian van Veen        | 5:4      |
| Development Tour 21 | Rusty-Jake Rodriguez | Dominik Grüllich     | 5:3      |
| Development Tour 22 | Sebastian Białecki   | Keane Barry          | 5:3      |
| Development Tour 23 | Gian van Veen        | Luke Littler         | 5:4      |
| Development Tour 24 | Luke Littler         | Cam Crabtree         | 5:1      |

### Qualifikationen zur Weltmeisterschaft
Um die Internationalität des Wettbewerbs und Spieler aus Länder mit weniger Dartskultur und Frauen zu fördern, werden diverse Qualifikationsturniere für die World Darts Championship ausgetragen.
Alle Ergebnisse wurden im Legmodus ausgespielt.
| Turnier                             | Sieger           | Zweitplatzierter | Drittplatzierter | Viertplatzierter       | Fünftplatzierter |
| ----------------------------------- | ---------------- | ---------------- | ---------------- | ---------------------- | ---------------- |
| Nordamerikanische Meisterschaft     | Jeff Smith a     |                  |                  |                        |                  |
| DPA Satellite Tour Finals           | Darren Penhall   |                  |                  |                        |                  |
| Nordische- & Baltische Tour         | Marko Kantele    | Jeffrey de Graaf |                  |                        |                  |
| PDC China Premier League            | Zong Xiaochen    |                  |                  |                        |                  |
| Bester Kanadier (CDC Pro Tour)      | David Cameron    |                  |                  |                        |                  |
| Bester US-Amerikaner (CDC Pro Tour) | Alex Spellman    | Stowe Buntz a    |                  |                        |                  |
| PDC Asian Tour                      | Lourence Ilagan  | Tomoya Gotō      | Paolo Nebrida    | Reynaldo Rivera        | Man Lok Leung b  |
| Asiatische Meisterschaft            | Haruki Muramatsu | Sandro Sosing    |                  |                        |                  |
| Afrikanischer Qualifier             | Simon Adams      |                  |                  |                        |                  |
| Zentral- & Südamerikanische Tour    | Norman Madhoo    |                  |                  |                        |                  |
| Neuseeländische Tour                | Ben Robb         |                  |                  |                        |                  |
| Ozeanische Meisterschaft            | Haupai Puha      |                  |                  |                        |                  |
| Indischer Qualifier                 | Prakash Jiwa c   | Bhav Patel       |                  |                        |                  |
| Women’s Series                      | Beau Greaves d   | Fallon Sherrock  | Mikuru Suzuki    |                        |                  |
| Women’s World Matchplay             | Beau Greaves d   |                  |                  |                        |                  |
| PDC Europe Super League             | Dragutin Horvat  |                  |                  |                        |                  |
| Osteuropäischer Qualifier           | Krzysztof Kciuk  |                  |                  |                        |                  |
| Westeuropäischer Qualifier          | Thibault Tricole |                  |                  |                        |                  |
| PDC-Jugendweltmeisterschaft         | Luke Littler e   |                  |                  |                        |                  |
| Tour Card Holder Qualifier          | Florian Hempel   | Darren Webster   | Boris Krčmar d   | Rusty-Jake Rodriguez e |                  |

## Statistiken

### Sieger und Finalisten nach Nationalität
Die Qualifikationsturniere zur Weltmeisterschaft sind hier nicht eingerechnet. Die Anzahl der Finale stehen in Klammern.
| Turnierart           | AUS   | BEL   | GER   | ENG     | FRA   | IRL   | CAN   | NED    | NIR   | AUT   | POL   | POR   | SCO   | SUI   | CZE   | WAL   |
| -------------------- | ----- | ----- | ----- | ------- | ----- | ----- | ----- | ------ | ----- | ----- | ----- | ----- | ----- | ----- | ----- | ----- |
| Majorturnier         | 0     | 0     | 0     | 7 (11)  | 0     | 0     | 0     | 2 (5)  | 0     | 0     | 0     | 0     | 1 (2) | 0     | 0     | 1 (4) |
| World Series         | 0 (1) | 0 (1) | 0     | 3 (4)   | 0     | 0     | 0 (1) | 2 (0)  | 0     | 0     | 0     | 0     | 1 (1) | 0     | 0     | 0 (2) |
| European Tour        | 0     | 0     | 1 (1) | 6 (14)  | 0     | 0     | 0     | 1 (4)  | 0 (1) | 0     | 1 (1) | 0     | 1 (2) | 0     | 0     | 3 (3) |
| Players Championship | 2 (4) | 1 (2) | 0 (2) | 11 (22) | 0     | 0     | 0     | 6 (10) | 0 (3) | 0     | 2 (3) | 0 (1) | 3 (5) | 0     | 0     | 5 (7) |
| Challenge Tour       | 0     | 0     | 1 (4) | 9 (20)  | 1 (1) | 0     | 0     | 8 (13) | 0     | 0     | 0     | 0     | 4 (7) | 0 (1) | 1 (1) | 0     |
| Development Tour     | 0     | 0     | 1 (3) | 7 (15)  | 0     | 2 (5) | 0     | 9 (16) | 1 (1) | 1 (2) | 2 (2) | 0     | 0 (1) | 0     | 1 (1) | 0     |

### Errungenschaften

#### Persönliche Errungenschaften
- Erster Weltmeistertitel: Michael Smith
- Erster Majortitel: Chris Dobey, Andrew Gilding, Luke Humphries
- Erstes Majorfinale: Chris Dobey, Andrew Gilding
- Erstes World Series-Finale: Jeff Smith
- Erster European Tour-Titel: Rob Cross, Ricardo Pietreczko
- Erstes European Tour-Finale: Dirk van Duijvenbode, Nathan Aspinall, Josh Rock, Ricardo Pietreczko
- Erster Players Championship-Titel: Radek Szagański
- Erstes Players Championship-Finale: Jamie Hughes, Chris Landman, Mike De Decker, Luke Woodhouse, Kevin Doets, Daniel Klose, Radek Szagański, Connor Scutt

#### Nationale Errungenschaften
- Erster Weltmeisterschaftsqualifikant:  Frankreich
- Erster World Series-Finalist:  Kanada
- Erster Challenge Tour-Sieger:  Tschechien
- Erster Challenge Tour-Finalist:  Tschechien
- Erster Development Tour-Sieger:  Tschechien

### Majorturniere
| Spieler            | Siege | Finalniederlagen |
| ------------------ | ----- | ---------------- |
| Luke Humphries     | 3     | 0                |
| Michael van Gerwen | 2     | 3                |
| Gerwyn Price       | 1     | 2                |
| Nathan Aspinall    | 1     | 1                |
| Jonny Clayton      | 1     | 1                |
| Peter Wright       | 1     | 1                |
| Chris Dobey        | 1     | 0                |
| Andrew Gilding     | 1     | 0                |
| Michael Smith      | 1     | 0                |
| Rob Cross          | 0     | 2                |
| Gary Anderson      | 0     | 1                |

### World Series
| Spieler               | Siege | Finalniederlagen |
| --------------------- | ----- | ---------------- |
| Rob Cross             | 2     | 0                |
| Michael van Gerwen    | 2     | 0                |
| Michael Smith         | 1     | 0                |
| Peter Wright          | 1     | 0                |
| Gerwyn Price          | 0     | 2                |
| Nathan Aspinall       | 0     | 1                |
| Dimitri Van den Bergh | 0     | 1                |
| Damon Heta            | 0     | 1                |
| Jeff Smith            | 0     | 1                |

### European Tour
| Spieler              | Siege | Finalniederlagen |
| -------------------- | ----- | ---------------- |
| Dave Chisnall        | 3     | 1                |
| Gerwyn Price         | 2     | 0                |
| Luke Humphries       | 1     | 5                |
| Michael van Gerwen   | 1     | 1                |
| Peter Wright         | 1     | 1                |
| Jonny Clayton        | 1     | 0                |
| Rob Cross            | 1     | 0                |
| Ricardo Pietreczko   | 1     | 0                |
| Michael Smith        | 1     | 0                |
| Dirk van Duijvenbode | 0     | 2                |
| Nathan Aspinall      | 0     | 1                |
| Josh Rock            | 0     | 1                |

### Players Championship
| Spieler              | Siege | Finalniederlagen |
| -------------------- | ----- | ---------------- |
| Gerwyn Price         | 4     | 1                |
| Gary Anderson        | 3     | 2                |
| Dirk van Duijvenbode | 3     | 0                |
| Dave Chisnall        | 2     | 3                |
| Luke Humphries       | 2     | 1                |
| Damon Heta           | 2     | 0                |
| Danny Noppert        | 2     | 0                |
| Ross Smith           | 2     | 0                |
| Ryan Joyce           | 1     | 2                |
| Ryan Searle          | 1     | 2                |
| Krzysztof Ratajski   | 1     | 1                |
| Jonny Clayton        | 1     | 0                |
| Rob Cross            | 1     | 0                |
| Michael van Gerwen   | 1     | 0                |
| Kim Huybrechts       | 1     | 0                |
| Callan Rydz          | 1     | 0                |
| Michael Smith        | 1     | 0                |
| Radek Szagański      | 1     | 0                |
| Josh Rock            | 0     | 4                |
| Gabriel Clemens      | 0     | 1                |
| Mike De Decker       | 0     | 1                |
| Kevin Doets          | 0     | 1                |
| Jamie Hughes         | 0     | 1                |
| Christian Kist       | 0     | 1                |
| Daniel Klose         | 0     | 1                |
| Chris Landman        | 0     | 1                |
| Connor Scutt         | 0     | 1                |
| José de Sousa        | 0     | 1                |
| Gian van Veen        | 0     | 1                |
| Simon Whitlock       | 0     | 1                |
| Jim Williams         | 0     | 1                |
| Luke Woodhouse       | 0     | 1                |

### Challenge Tour
| Spieler          | Siege | Finalniederlagen |
| ---------------- | ----- | ---------------- |
| Berry van Peer   | 4     | 0                |
| Andy Boulton     | 2     | 1                |
| Cam Crabtree     | 2     | 1                |
| John Henderson   | 2     | 1                |
| Owen Bates       | 1     | 4                |
| Christian Kist   | 1     | 2                |
| Dragutin Horvat  | 1     | 1                |
| Ron Meulenkamp   | 1     | 1                |
| Wesley Plaisier  | 1     | 1                |
| Robert Grundy    | 1     | 0                |
| James Hurrell    | 1     | 0                |
| Wayne Jones      | 1     | 0                |
| Chris Landman    | 1     | 0                |
| Darryl Pilgrim   | 1     | 0                |
| Vítězslav Sedlák | 1     | 0                |
| Dom Taylor       | 1     | 0                |
| Thibault Tricole | 1     | 0                |
| Conan Whitehead  | 1     | 0                |
| Scott Mitchell   | 0     | 3                |
| Lukas Wenig      | 0     | 2                |
| Daniel Ayres     | 0     | 1                |
| Stefan Bellmont  | 0     | 1                |
| William Borland  | 0     | 1                |
| Martijn Dragt    | 0     | 1                |
| Peter Jacques    | 0     | 1                |
| Alexander Merkx  | 0     | 1                |
| Harry Ward       | 0     | 1                |

### Development Tour
| Spieler              | Siege | Finalniederlagen |
| -------------------- | ----- | ---------------- |
| Gian van Veen        | 6     | 2                |
| Luke Littler         | 5     | 2                |
| Wessel Nijman        | 3     | 0                |
| Sebastian Białecki   | 2     | 0                |
| Dylan Slevin         | 1     | 2                |
| Rusty-Jake Rodriguez | 1     | 1                |
| Bradley Brooks       | 1     | 0                |
| Jarred Cole          | 1     | 0                |
| Adam Gawlas          | 1     | 0                |
| Nathan Rafferty      | 1     | 0                |
| Ciaran Teehan        | 1     | 0                |
| Christopher Toonders | 1     | 0                |
| Cam Crabtree         | 0     | 2                |
| Bradly Roes          | 0     | 2                |
| Jurjen van der Velde | 0     | 2                |
| Thomas Banks         | 0     | 1                |
| Keane Barry          | 0     | 1                |
| Leighton Bennett     | 0     | 1                |
| Reece Colley         | 0     | 1                |
| Nathan Girvan        | 0     | 1                |
| Dominik Grüllich     | 0     | 1                |
| Marvin Kraft         | 0     | 1                |
| Adam Paxton          | 0     | 1                |
| Owen Roelofs         | 0     | 1                |
| Kevin Troppmann      | 0     | 1                |